# ليدي فلورانس ديكسي
ليدي فلورانس ديكسي (بالإنجليزية: Lady Florence Dixie)‏ (24 مايو 1855 في المملكة المتحدة - 7 نوفمبر 1905، لندن في المملكة المتحدة)؛ كاتِبة، صحفية وروائية بريطانية.